# Bouk (Cameroun)
Pour les articles homonymes, voir Bouk (homonymie).
Bouk est une ville du Cameroun, située dans la région du nord. 
La ville dépend du département du Mayo-Rey et fait partie de la commune de Tcholliré (la « colline aux oiseaux »). Elle se trouve à proximité de la ville de Dogba. Bouk accueille plus de 4 000 habitants.

## Géographie

### Climat
Le climat est beaucoup sec et humide dans la région du nord du Cameroun que dans les autres régions. Il se divise en deux saisons : une saison sèche qui dure six mois et une saison humide qui dure aussi six mois. Les mois de juillet et août sont les plus pluvieuses. Durant la période sèche, la plus haute température enregistrée est de 45°C.
Avec les changements climatiques, les vents dominent le nord du pays ainsi que de fortes pluies. Ces effets semblent causer des dégâts comme l'érosion des sols.

### Relief et sols
La commune de Tcholliré se trouve sur une zone accidentée qui favorise la formation des bas-fonds et l’instabilité des sols. On distingue aussi deux types de sols : un sol à forte teneur en sable surtout dans les hauteurs et un sol qui contient de l’argile.

## Population
Selon le Bureau Central des Recensements et des Études de Population, la ville de Bouk compte 4 317 habitants dont une majorité ont entre 6 et 14 ans soit 1 209.

## Histoire et société
La commune de Tcholliré se compose historiquement de plusieurs communautés, venues de l’extrême-Nord du Cameroun, comme les Dourou, les Mboum, les Dama. Socialement et économiquement, ces communautés conservent une solidarité entre elles, permettant des échanges commerciaux.

### Religion
Au nord du Cameroun, l’islam est majoritairement implanté. Cependant, il n’est pas rare de rencontrer d'autres religions comme le christianisme ou bien l’animisme. On estime que plus de 40 % de la population camerounaise sont des chrétiens. L'islam représente 20 % de la population du pays.

### Emploi
L'accessibilité dans un centre de formation reste difficile dans cette ville. La commune a confirmé un nouveau plan d’action permettant de créer un répertoire des jeunes sans emploi et de suivre leur insertion professionnelle.

## Éducation
Les écoles existent mais l’accès à l’éducation de base de qualité est difficile, cela s'explique par l'insuffisance des salles de classe et de matériels mais aussi le manque d'enseignants qualifiés.

## Environnement
La commune de Tcholliré rencontre plusieurs obstacles pour préserver son environnement et sa nature : destruction de la nature par les feux de brousse, prolifération des déchets plastique, pollution de l’eau, dégradation du sol par la pluie.

### Faune et flore
Dans cette région, la végétation se divise en deux parties : une zone arborée et une autre zone plus herbeuse. On y trouve facilement des arbres géants pouvant atteindre plus de 25 mètres de haut. C’est également dans cette région que l’on trouve le parc de la Bénoué. Étendu sur environ 180 000 hectares, ce parc est considéré comme l’une des plus anciennes réserves naturelles du pays. Sa biodiversité est riche et protégée, avec notamment un contrôle de la chasse et une gestion durable des ressources naturelles.
On peut croiser le chemin de plusieurs mammifères : panthères, éléphants, buffles, lions, hippopotames, élans, girafes.

## Économie
L’agriculture est le secteur économique clé du pays qui lui permet une autosuffisance alimentaire et d’exporter environ 23% de ses récoltes. Dans cette région du Cameroun, l’agriculture est aussi un secteur dominant. On retrouve aussi l’élevage, la pêche et le commerce.

### Élevage et pêche
La commune dispose de plusieurs fleuves importants dont la Bénoué et ses confluents. Les différents cours d’eau sont propices à la pêche et regorgent de ressources halieutiques. L’élevage est également une des activités les plus prisées dans la commune. Les espèces bovines, ovines, caprines et la volaille sont élevées en mode extensif